# 수비아코 오벌

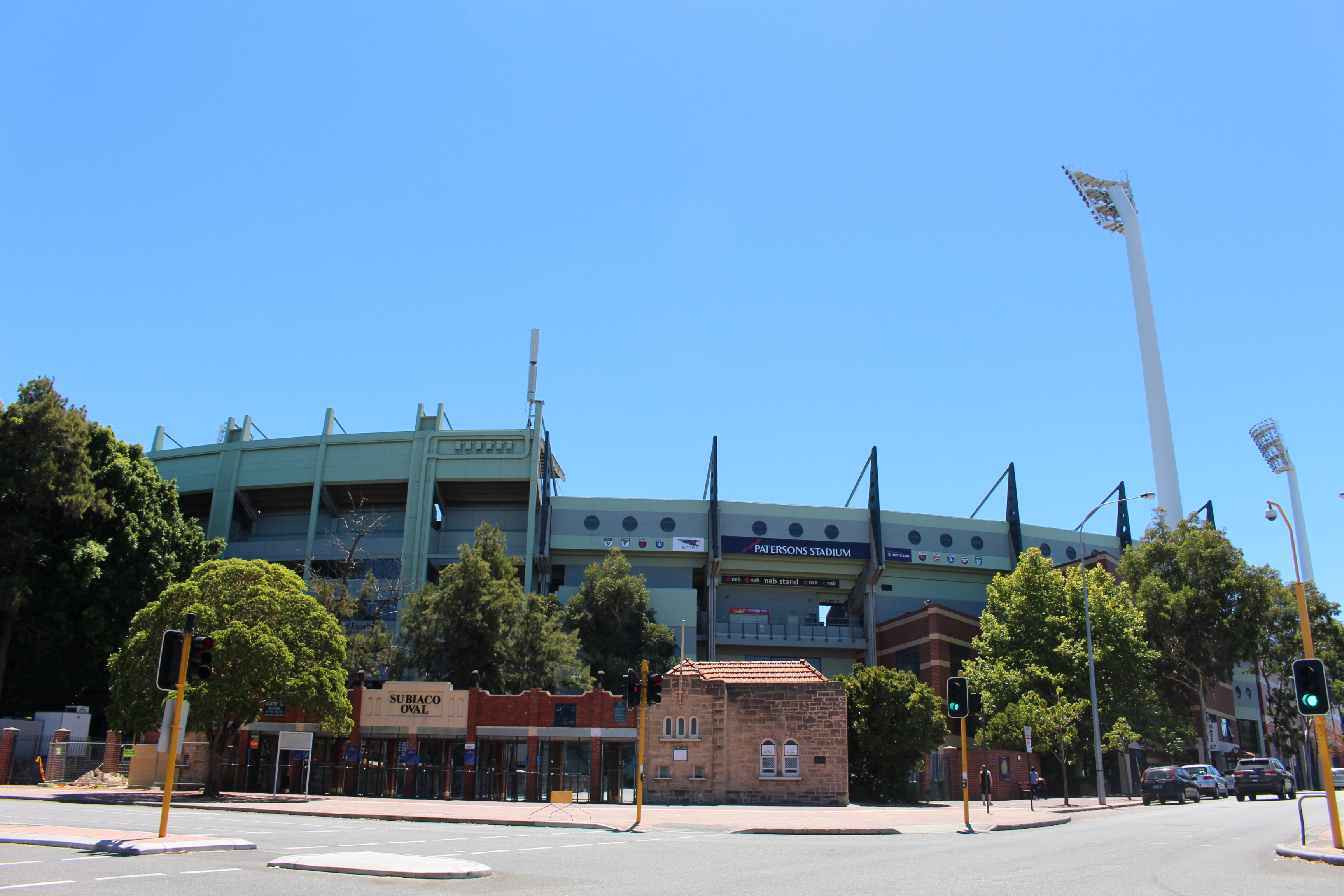
수비아코 오벌

수비아코 오벌(Subiaco Oval)은 오스트레일리아 웨스턴오스트레일리아주 수비아코에 있는 다목적 경기장이다. 도메인 스타디움(Domain Stadium)이라는 이름으로도 잘 알려져 있다.
경기장은 1908년에 오픈하였다. 45,000명을 수용하며, 오스트레일리안 풋볼과 럭비 유니언 경기가 주로 열린다. 2003년 럭비 월드컵의 장소로 사용되었다.